# Albania all'Eurovision Young Musicians
L'Albania ha debuttato all'Eurovision Young Musicians 2018, svoltosi ad Edimburgo, nel Regno Unito. In occasione del debutto, RTSH annunciò che una giuria di esperti avrebbe decretato l'11 giugno 2018 il rappresentante albanese grazie ad un concorso televisivo.

## Partecipazioni
- Primo posto
- Secondo posto
- Terzo posto

| Anno                                    | Artista      | Strumento   | Canzone                                                        | Posizione       | Posizione       |
| Anno                                    | Artista      | Strumento   | Canzone                                                        | Finale          | Semifinale      |
| --------------------------------------- | ------------ | ----------- | -------------------------------------------------------------- | --------------- | --------------- |
| 2018                                    | Klaudio Zoto | Violoncello | 1) Cello Sonata di Grieg 2) Hungarian Rhapsody di David Popper | Non qualificata | Non qualificata |
| Nessuna partecipazione dal 2020 al 2024 |              |             |                                                                |                 |                 |